# Нойбранденбург (округ)
О́круг Нойбра́нденбург был образован в 1952 году после ликвидации земель на территории Германской Демократической Республики как один из 15 округов.
Он состоял из 14 районов, одного города окружного подчинения и 492 коммун. В связи с воссозданием земель был ликвидирован в 1990 году.